# Metipocregyes
Metipocregyes is een kevergeslacht uit de familie van de boktorren (Cerambycidae). De wetenschappelijke naam van het geslacht werd voor het eerst geldig gepubliceerd in 1939 door Breuning.

## Soorten
Metipocregyes omvat de volgende soorten:
- Metipocregyes affinis Breuning, 1968
- Metipocregyes nodieri (Pic, 1933)
- Metipocregyes rondoni Breuning, 1965